# Campveerse Toren
De Campveerse Toren is een rijksmonumentale verdedigingstoren in de Zeeuwse stad Veere. De toren is in de 15e eeuw gebouwd met als doel het kunnen verdedigen van de haven van Veere. Het complex is op 18 mei 1967 als rijksmonument ingeschreven in het register. De huidige eigenaar is de Vereniging Hendrick de Keyser, deze verwierf de Campveerse Toren in 2005.

## Geschiedenis
De Campveerse Toren is in de 15e eeuw als verdedigingstoren gebouwd. In de buitenmuur is Belgische kalksteen verwerkt. Deze zit als een witte ‘speklaag’ tussen lagen rode baksteen. De gevel aan de landzijde had oorspronkelijk vijf pinakels met daarachter een hoog en puntig dak bedekt met leisteen. Het is een rondeel, een halfronde toren. Aan de zeezijde is de toren rond en aan de stadszijde recht of plat. De Campveerse Toren maakte deel uit van de verdedigingswerken van Veere.
In het pand zou ook een van 's lands oudste herbergen gevestigd zijn. Al vanaf de 16e eeuw is hier een herberg en later een logements- en koffiehuis en nog later een restaurant.
Boven de entree staat een steen met het jaartal "1738". In dit jaar is de toren ingrijpend gerestaureerd en werd aan de oostzijde een vleugel gebouwd op de oude walmuur.
Tot 1924 zat er een lantaarn met een licht voor de scheepvaart aan de gevel. Daarna werd het licht verplaatst naar een opstand op de kade voor de toren.
Het complex is in 1950 en in 2007 gerestaureerd. Het dak was afgeplat en er was geen trapgevel. In 1950 is de huidige trapgevel aangebracht en de hoge bedaking.

## Exterieur
De Campveerse Toren bestaat uit de vestingtoren en twee later aangebouwde vleugels. De vleugels staan haaks op elkaar. De toren is aan de waterzijde halfrond en staat gedeeltelijk in het water, de vensters in dit deel van de toren zijn niet origineel. De toren bestaat uit speklagen van witte natuursteen, afgewisseld met lagen van baksteen. Aan de voorzijde van de toren is een vlakke trapgevel gebouwd, op zes treden zijn hoog opgemetselde stervormige pinakels geplaatst. De vensters in deze gevel zijn wel origineel. De vensters zijn in het gebouw geplaatst toen het werd verbouwd tot herberg.
De twee vleugels zijn niet van gelijke lengte, de korte vleugel is langs het water gebouwd, de lange vleugel is rond 1700 aangebouwd en bevat hotelkamers.
Aan een muur van de toren hangt een kaak van een walvis. Het bot werd in november 2018 van de plek gehaald, omdat deze te veel door mossen werd aangetast. Het bot werd rond 1740 opgehangen als waarschuwing aan het stadsbestuur dat de burgers de eigenlijke macht hebben. De Rijksdienst voor het Cultureel Erfgoed heeft aangegeven dat de kaak van cultuurhistorische waarde is.

## Interieur
De gelagkamer bevindt zich op de eerste verdieping in de toren. De ruimte is door middel van een stenen trap te bereiken. In de kamer bevindt zich nog een van de twee grote schouwen. Op de tweede verdieping bevindt zich de torenkamer, deze is te bereiken met een eikenhouten trap.
Onder het gebouw is een kelder met koepelgewelf aangebracht.